# Монтт, Хорхе
Хорхе Монтт Альварес (исп. Jorge Montt Álvarez; 26 апреля 1845 — 8 октября 1922) — вице-адмирал военно-морского флота Чили, президент Чили (1891—1896).
Родился в Касабланке (Чили). Племянник предыдущего чилийского президента Мануэля Монтта и двоюродный брат будущего президента Педро Монтта. После окончания Военно-морской академии в 1861 году, принимал участие в Первой тихоокеанской войне (1864—1866).  Затем он служил в военно-морском министерстве.
Он женился на Леонор Фредерик, от которой у него было три дочери. Когда началась Селитряная война, он командовал кораблем. В этой войне чилийское превосходство на море было решающим преимуществом над противниками Перу и Боливией. Монтт принял участие в двух победоносных морских сражениях, а также в осадах Икике и Арики и стал командующим флотом.
Между 1884 и 1887 годами он совершил поездку по Европе и по возвращении занял пост морского губернатора Вальпараисо.
В гражданской войне в Чили в конце президентства Хосе Мануэля Бальмаседы в 1891 году Монтт сыграл решающую роль: восстание против бальмаседистов началось в январе с восстания флота, которым командовал Монтт. К апрелю 1891 года северные провинции были заняты повстанцами, и хунта Хорхе Монтта, Рамона Барроса Луко и Вальдо Силвы сформировала временное правительство в Икике, которое контролировало повстанческие армии, пока они не победили в битве при Пласилье 28 августа. Монтт привел победивших повстанцев в Сантьяго-де-Чили, где временно стал президентом. Парламент снова заработал. У Либерального альянса было большинство в две трети в Конгрессе, а оппозиционная треть досталась консерваторам.
Либералы сделали Хорхе Монтта своим кандидатом в президенты. Сначала Монтт колебался, опасаясь, что его страна будет плохо представлена за границей, если он как революционер, победивший силой оружия, выдвинет себя в качестве кандидата от демократов. В конце концов он баллотировался и победил на выборах 26 декабря 1891 года.
Сам Монтт, не связанный ни с одной партией, предпринял быстрые усилия, чтобы примирить страну после гражданской войны. Он проявлял большую сдержанность по отношению к парламентскому большинству и подчинялся верховенству народного представительства в парламентской системе правления. Даже когда через два года после гражданской войны бальмаседисты снова политически организовались, Монтт высказался за терпимость по отношению к ним.
В 1893 году чилийское избирательное законодательство было коренным образом реформировано. Значительно увеличился вес представительства городского населения по отношению к богатым землевладельцам и значительно снизилась главенствующая роль «олигархов», горстки давно сложившихся семей, определявших до тех пор судьбу страны. Реформа чилийской конституции усилила роль парламента: отныне, например, сенат должен был утверждать назначение высокопоставленных дипломатов.
В экономической политике Монтт открыл Чили для иностранных инвесторов — прежде всего из Германии и США , — которые вскоре приобрели большинство компаний по добыче селитры. Несмотря на его усилия сохранить содержание драгоценного металла в монетах и тем самым ограничить инфляцию, дефицит бюджета и внешний долг значительно выросли к концу правления Монтта.
Осенью 1896 года он передал пост президента своему избранному преемнику Федерико Эррасурису Эчауррену и возобновил свою службу во флоте, на этот раз в звании вице-адмирала.
В 1897 г. он снова путешествовал по Европе, в 1898 г. был назначен главнокомандующим военно-морского флота. В 1913 году Хорхе Монтт вышел на пенсию по возрасту. С 1915 по 1918 год он избирался мэром Вальпараисо . Хорхе Монтт умер в 1922 году.